# Latobrigek
A latobrigek ókori germán néptörzs, Julius Caesar idejében a helvétek szomszédai voltak. Egyetlen korabeli említésük Julius Caesar a „De bello gallico” című munkájában található.